# Dimos Petroupoli
Dimos Petroupoli (Petroupoli) är en kommun i Grekland.   Den ligger i prefekturen Nomarchía Athínas och regionen Attika, i den sydöstra delen av landet, 8 km nordväst om huvudstaden Aten. Antalet invånare är 58 979.